# Mike Wilks (Künstler)

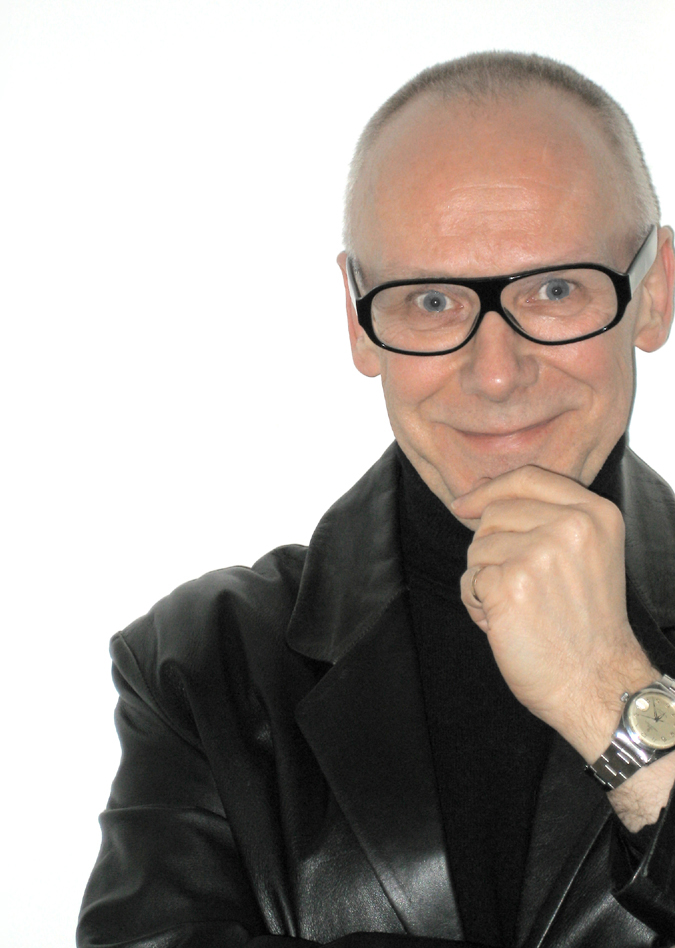
Mike Wilks, 2006

Mike Wilks (* 1947 in London) ist ein englischer Künstler, Illustrator und Buchautor.

## Leben
Mit 13 Jahren erhielt er ein Stipendium für die Kunstschule. Er studierte Grafikdesign und leitete einige Jahre  eine Agentur, bevor er sich ab 1975 ganz dem Schreiben und Illustrieren widmete. Seine Bücher sind meist originelle Sachbücher. Der Künstler selbst und sein Schaffen war Thema einer Dokumentation des britischen Fernsehens. Seine Originalwerke, die oft eine surreale Traumwelt darstellen, hängen unter anderem im Museum of Modern Art in New York, im Victoria and Albert Museum in London und in Privatsammlungen. 2007 wurde sein erster Roman Mirrorscape veröffentlicht, zugleich der erste Teil einer Trilogie.
Er schrieb neun Bücher einschließlich des Bestsellers The Ultimate Alphabet (Pavilion Books, 1987) mit über 750.000 Exemplaren.

## Auszeichnungen
- Bologna Ragazzi Award als lobende Erwähnung für The Ultimate Alphabet, 1987